# Unione Sportiva Livorno 1968-1969
Questa voce raccoglie le informazioni riguardanti l'Unione Sportiva Livorno nelle competizioni ufficiali della stagione 1968-1969.

## Stagione
Nella stagione 1968-1969 la società labronica non è saldissima, a Renato Tedeschi subentra come presidente Luigi De Giorgi. Al timone come allenatore viene confermato Leandro Remondini, che però non crede nel progetto societario e alle prime avversità lascia l'incarico e sarà sostituito da Aldo Puccinelli. Dal mercato arrivano Giuseppe Santonico, Roberto Rigotto e Bruno Baiardo, mentre partono Corrado Nastasio, Paolo Garzelli ed Umberto Depetrini. Il campionato del Livorno ha un inizio felice, tre pareggi e tre vittorie, poi però quattro sconfitte consecutive riportano tutti con i piedi per terra. Si concluderà il torneo cadetto in tredicesima posizione. Saranno promosse in Serie A Lazio, Brescia e Bari.

## Rosa
| N. |                   | Ruolo | Calciatore        |
| -- | ----------------- | ----- | ----------------- |
|    | Italia (bandiera) | A     | Daniele Agostini  |
|    | Italia (bandiera) | A     | Enrico Albrigi    |
|    | Italia (bandiera) | D     | Giacomo Alessio   |
|    | Italia (bandiera) | C     | Claudio Azzali    |
|    | Italia (bandiera) | D     | Bruno Baiardo     |
|    | Italia (bandiera) | P     | Renato Bellinelli |
|    | Italia (bandiera) | D     | Enrico Cairoli    |
|    | Italia (bandiera) | D     | Gianni Caleffi    |
|    | Italia (bandiera) | D     | Vittorio Calvani  |
|    | Italia (bandiera) | C     | Mario Chirchetti  |
|    | Italia (bandiera) | D     | Aurelio Filippi   |
|    | Italia (bandiera) | D     | Ennio Giuntini    |

| N. |                   | Ruolo | Calciatore          |
| -- | ----------------- | ----- | ------------------- |
|    | Italia (bandiera) | P     | Roberto Gori        |
|    | Italia (bandiera) | A     | Ulisse Gualtieri    |
|    | Italia (bandiera) | D     | Mauro Lessi         |
|    | Italia (bandiera) | D     | Piero Maggini       |
|    | Italia (bandiera) | D     | Adriano Morescalchi |
|    | Italia (bandiera) | D     | Giuseppe Papadopulo |
|    | Italia (bandiera) | A     | Roberto Rigotto     |
|    | Italia (bandiera) | A     | Bruno Santon        |
|    | Italia (bandiera) | A     | Giuseppe Santonico  |
|    | Italia (bandiera) | C     | Claudio Tosi        |
|    | Italia (bandiera) | C     | Luciano Zanardello  |
|    | Italia (bandiera) | C     | Zino Zani           |

## Risultati

### Serie B

#### Girone di andata
| Arbitro: | Toselli (Cormons) |

|             |           |              |
| Rigotto 48’ | Marcatori | 10’ Mainardi |

| Arbitro: | De Robbio (Torre Annunziata) |

|                     |           |                          |
| Enzo 47’ (rig.) 89’ | Marcatori | 29’ Santonico 65’ Santon |

| Arbitro: | Francescon (Padova) |

|               |           |  |
| Santonico 34’ | Marcatori |  |

| Arbitro: | Caligaris (Alessandria) |

|           |           |                  |
| Canzi 44’ | Marcatori | 78’, 83’ Rigotto |

| Brescia 3 novembre 1968 5ª giornata | Brescia            | 0 – 0 | Livorno | Stadio Mario Rigamonti\| Arbitro: \| Possagno (Treviso) \| |
| Arbitro:                            | Possagno (Treviso) |       |         |                                                            |

| Arbitro: | Pieroni (Roma) |

|                                      |           |                   |
| Santon 67’ Gualtieri 76’ Rigotto 83’ | Marcatori | 24’ Dell'Omodarme |

| Arbitro: | Motta (Monza) |

|                                 |           |  |
| Franzini 54’ (rig.) Braglia 88’ | Marcatori |  |

| Arbitro: | Vacchini (Milano) |

|                              |           |                           |
| Santonico 7’ Fusi 77’ (aut.) | Marcatori | 6’, 88’ Villa 34’ Bergamo |

| Arbitro: | Mascali (Desenzano del Garda) |

|            |           |  |
| Toschi 66’ | Marcatori |  |

| Arbitro: | Branzoni (Pavia) |

|             |           |  |
| Trombini 3’ | Marcatori |  |

| Arbitro: | Barbaresco (Cormons) |

|                  |           |                |
| Rigotto 39’, 46’ | Marcatori | 8’ Montepagani |

| Arbitro: | Possagno (Treviso) |

|                              |           |                   |
| Santon 31’ (rig.) 56’ (rig.) | Marcatori | 12’ (rig.) Crippa |

| Monza 29 dicembre 1968 13ª giornata | Monza                 | 0 – 0 | Livorno | Stadio Gino Alfonso Sada\| Arbitro: \| De Marchi (Pordenone) \| |
| Arbitro:                            | De Marchi (Pordenone) |       |         |                                                                 |

| Arbitro: | Serafino (Roma) |

|             |           |  |
| Caleffi 70’ | Marcatori |  |

| Arbitro: | Michelotti (Parma) |

|               |           |  |
| Pirazzini 57’ | Marcatori |  |

| Arbitro: | Gussoni (Tradate) |

|                                  |           |             |
| Colautti 38’ Tentorio 65’ (rig.) | Marcatori | 73’ Calvani |

| Livorno 26 gennaio 1969 17ª giornata | Livorno                 | 0 – 0 | Como | Stadio Comunale\| Arbitro: \| Caligaris (Alessandria) \| |
| Arbitro:                             | Caligaris (Alessandria) |       |      |                                                          |

| Arbitro: | Bigi (Padova) |

|                             |           |             |
| Albrigi 12’, 31’ Santon 57’ | Marcatori | 19’ Aristei |

| Arbitro: | Gialluisi (Barletta) |

|             |           |  |
| Ferrari 82’ | Marcatori |  |

#### Girone di ritorno
| Arbitro: | Michelotti (Parma) |

|                            |           |  |
| Ferrario 51’, 70’ Fava 56’ | Marcatori |  |

| Arbitro: | Toselli (Cormons) |

|             |           |            |
| Rigotto 70’ | Marcatori | 84’ Rosito |

| Arbitro: | Francescon (Padova) |

|             |           |  |
| Mazzola 24’ | Marcatori |  |

| Arbitro: | Campanini (Finale Emilia) |

|  |           |           |
|  | Marcatori | 62’ Canzi |

| Livorno 16 marzo 1969 24ª giornata | Livorno              | 0 – 0 | Brescia | Stadio Comunale\| Arbitro: \| Barbaresco (Cormons) \| |
| Arbitro:                           | Barbaresco (Cormons) |       |         |                                                       |

| Ferrara 23 marzo 1969 25ª giornata | SPAL              | 0 – 0 | Livorno | Stadio Comunale\| Arbitro: \| Gussoni (Tradate) \| |
| Arbitro:                           | Gussoni (Tradate) |       |         |                                                    |

| Arbitro: | Pieroni (Roma) |

|                     |           |  |
| Zani 6’ Albrigi 53’ | Marcatori |  |

| Padova 13 aprile 1969 27ª giornata | Padova       | 0 – 0 | Livorno | Stadio Silvio Appiani\| Arbitro: \| Bravi (Roma) \| |
| Arbitro:                           | Bravi (Roma) |       |         |                                                     |

| Arbitro: | Possagno (Treviso) |

|            |           |  |
| Santon 61’ | Marcatori |  |

| Livorno 27 aprile 1969 29ª giornata | Livorno          | 0 – 0 | Catania | Stadio Comunale\| Arbitro: \| Branzoni (Pavia) \| |
| Arbitro:                            | Branzoni (Pavia) |       |         |                                                   |

| Arbitro: | Bigi (Treviso) |

|                |           |               |
| Sciarretta 51’ | Marcatori | 10’ Azzali II |

| Arbitro: | Torelli (Milano) |

|                                    |           |  |
| Pienti 9’ Fanello 10’ Donzelli 72’ | Marcatori |  |

| Arbitro: | Monti (Monza) |

|                    |           |                |
| Santon 8’ Zani 71’ | Marcatori | 18’ D'Angiulli |

| Cesena 18 maggio 1969 33ª giornata | Cesena          | 0 – 0 | Livorno | Stadio La Fiorita\| Arbitro: \| Lattanzi (Roma) \| |
| Arbitro:                           | Lattanzi (Roma) |       |         |                                                    |

| Arbitro: | Branzoni (Pavia) |

|          |           |  |
| Zani 34’ | Marcatori |  |

| Arbitro: | Vacchini (Milano) |

|             |           |                       |
| Albrigi 30’ | Marcatori | 19’ Diomedi 71’ Galli |

| Arbitro: | Calì (Roma) |

|                        |           |  |
| Comini 68’, 75’ (rig.) | Marcatori |  |

| Catanzaro 15 giugno 1969 37ª giornata | Catanzaro          | 0 – 0 | Livorno | Stadio Militare\| Arbitro: \| Reggiani (Bologna) \| |
| Arbitro:                              | Reggiani (Bologna) |       |         |                                                     |

| Arbitro: | Beretta (Milano) |

|  |           |                |
|  | Marcatori | 10’ Mascheroni |

### Coppa Italia
| Arbitro: | D'Agostini (Roma) |

|  |           |                         |
|  | Marcatori | 84’ Boninsegna 89’ Riva |

| Arbitro: | Bravi (Roma) |

|                     |           |  |
| Ferrario 70’ (rig.) | Marcatori |  |

| Arbitro: | Michelotti (Parma) |

|              |           |          |
| Mainardi 63’ | Marcatori | 70’ Zani |

## Statistiche

### Statistiche di squadra
| Competizione | Punti | In casa | In casa | In casa | In casa | In casa | In casa | In trasferta | In trasferta | In trasferta | In trasferta | In trasferta | In trasferta | Totale | Totale | Totale | Totale | Totale | Totale | DR |
| Competizione | Punti | G       | V       | N       | P       | Gf      | Gs      | G            | V            | N            | P            | Gf           | Gs           | G      | V      | N      | P      | Gf     | Gs     | DR |
| ------------ | ----- | ------- | ------- | ------- | ------- | ------- | ------- | ------------ | ------------ | ------------ | ------------ | ------------ | ------------ | ------ | ------ | ------ | ------ | ------ | ------ | -- |
| Serie B      | 35    | 19      | 10      | 5       | 4       | 23      | 14      | 19           | 1            | 8            | 10           | 6            | 21           | 38     | 11     | 13     | 14     | 29     | 35     | -6 |
| Coppa Italia | 1     | 1       | 0       | 0       | 1       | 0       | 2       | 2            | 0            | 1            | 1            | 1            | 2            | 3      | 0      | 1      | 2      | 1      | 4      | -2 |
| Totale       |       | 20      | 10      | 5       | 5       | 23      | 16      | 21           | 1            | 9            | 11           | 7            | 23           | 41     | 11     | 14     | 16     | 30     | 39     | -9 |

### Statistiche dei giocatori
| Giocatore      | Serie B  | Serie B | Coppa Italia | Coppa Italia | Totale   | Totale |
| Giocatore      | Presenze | Reti    | Presenze     | Reti         | Presenze | Reti   |
| -------------- | -------- | ------- | ------------ | ------------ | -------- | ------ |
| D. Agostini    | 8        | 0       | -            | -            | 8        | 0      |
| E. Albrigi     | 27       | 4       | 3            | 0            | 30       | 4      |
| G. Alessio     | 19       | 0       | -            | -            | 19       | 0      |
| C. Azzali      | 31       | 0       | 3            | 0            | 34       | 0      |
| B. Baiardo     | 26       | 0       | -            | -            | 26       | 0      |
| R. Bellinelli  | 21       | -18     | 3            | -4           | 24       | -22    |
| E. Cairoli     | 30       | 0       | 3            | 0            | 33       | 0      |
| G. Caleffi     | 21       | 1       | 2            | 0            | 23       | 1      |
| V. Calvani     | 29       | 1       | 3            | 0            | 32       | 1      |
| A. Cella       | -        | -       | 1            | 0            | 1        | 0      |
| M. Chirchetti  | 1        | 0       | -            | -            | 1        | 0      |
| A. Filippi     | 2        | 0       | -            | -            | 2        | 0      |
| E. Giuntini    | 1        | 0       | -            | -            | 1        | 0      |
| R. Gori        | 19       | -17     | -            | -            | 19       | -17    |
| U. Gualtieri   | 28       | 1       | 3            | 0            | 31       | 1      |
| M. Lessi       | 20       | 0       | 1            | 0            | 21       | 0      |
| P. Maggini     | 6        | 0       | -            | -            | 6        | 0      |
| A. Morescalchi | 1        | 0       | -            | -            | 1        | 0      |
| G. Papadopulo  | 24       | 0       | 3            | 0            | 27       | 0      |
| R. Rigotto     | 27       | 7       | 3            | 0            | 30       | 7      |
| B. Santon      | 29       | 8       | -            | -            | 29       | 8      |
| G. Santonico   | 26       | 3       | 3            | 0            | 29       | 3      |
| C. Tosi        | 1        | 0       | -            | -            | 1        | 0      |
| L. Zanardello  | 6        | 0       | 2            | 0            | 8        | 0      |
| Z. Zani        | 35       | 4       | 2            | 1            | 37       | 5      |